# Nautonia
Nautonia là chi thực vật có hoa trong họ Apocynaceae.